# El Arte Cristiano
El Arte Cristiano d'Olot fou el primer taller d'imatgeria religiosa que es va crear el 1880 a la ciutat, i el darrer que en resta actiu avui dia. Fou fundat pels pintors Josep Berga i Boix, Valentí Carreras i els germans Marià i Joaquim Vayreda i Vila, de l'anomenada Escola paisatgística d'Olot. Berga i Boix, a més, era el director de l’Escola Pública de Dibuix d'Olot.

## Història
Fou durant un viatge dels artistes fundadors al barri del Sant Sulpici de París que van descobrir-hi la seva manera singular d'esculpir estàtues, i van convenir de traslladar aquesta activitat a Olot, en combinació amb l'Escola Pública de Dibuix per tal de donar una sortida laboral als estudiants: a la tarda estudiaven l'ofici, i al matí hi treballaven d'aprenents.
El taller es va traslladar el 1891 a un edifici neogòtic del segle xix on hi residia, al primer pis, l'escriptor Marià Vayreda i Vila amb la seva esposa Pilar Aulet i els seus set fills, negoci que Marià Vayreda regentaria a partir del 1894. Aquest mateix edifici és el que avui dia acull el Museu dels Sants d'Olot, i que també rep es coneix amb el nom en català, L'Art Cristià, ubicat al carrer Joaquim Vayreda número 9, on hi continua l'activitat artesanal de fabricació de la imatgeria sacra. En l'actualitat però, el taller s'ubica al número 11 del mateix carrer.
La tradició i coneixements artesans iniciada per «El Arte Cristiano» i l'escola de dibuix van fer créixer el nombre de nous tallers, de manera que a principis del segle xx ja n'hi havia una vintena més. A partir del 1940, degut a les conseqüències de la guerra que van destruir moltes esglésies i la seva imatgeria, es va generar una gran demanda que va fer que entre 1940 i 1960 s'arribés a més de quaranta tallers, que van arribar a donar feina a més de 1.000 persones, entre artesans de la fusta, dibuixants, escultors, pintors o retocadors.
L'any 1949, seguien fent escultures religioses, les quals publicaven en catàlegs per tal de poder-ne fer propaganda. En aquest any eren proveïdors de la Casa Reial Espanyola i estan associats amb el nom de l'Arte Cristiano. Actualment els seus catàlegs, a l'igual que la seva obra, són molt apreciats i tenen un alt valor per als historiadors, aficionats de l'art i col·leccionistes.
A partir de la dècada de 1970 va aparèixer la competència asiàtica, en especial amb les figures de petit format, que va fer entrar el sector en una forta crisi. A la dècada de 2010 ja només en quedaven tres, «El Arte Cristiano» havia sobreviscut sobretot per l'especialització en figures de gran format per esglésies i passos de Setmana Santa. El 2011 el taller, que ja estava regentat per la quarta generació, va fabricar 5.450 figures d'entre 20 i 180 cm. L'estàtua més barata valia 30 euros, mentre que la més cara podia arribar als 12.000 euros. El 2017 donava feina a 17 persones.
A la dècada de 2020 ja era el darrer taller d'Olot, i exportava el 30% de la seva producció i aprofitaven els avantatges d'Internet, venent a països com Àustria, Estats Units, Itàlia, Malta, Portugal o països de l’Europa de l’Est.